# Recebedores da Cruz de Cavaleiro da Cruz de Ferro: D
A Cruz de Cavaleiro da Cruz de Ferro (em alemão:  Ritterkreuz des Eisernen Kreuzes) foi a maior condecoração militar concedida pela Alemanha Nazi durante a Segunda Guerra Mundial. Era concedida a militares de todas as patentes, deste um soldado até um Marechal de Campo e por diversos motivos que incluíam os atos de bravura de um soldado em batalha, um piloto de caça por ter abatido um número significativo de aeronaves inimigas e o hábil comando das tropas durante a batalha. Os condecorados eram enaltecidos pela propaganda alemã, tendo eles recebido grande atenção por parte da publicidade. Eram vendidos, por exemplo, porta retratos com as fotos dos últimos condecorados. Eles ainda eram convidados a discursar aos trabalhadores das fábricas envolvidas no esforço de guerra.
Desde a sua primeira condecoração concedida no dia 30 de setembro de 1939, até a sua última condecoração no dia 17 de junho de 1945, ela foi entregue a 7321 soldados. O número de condecorados é baseado na análise da comissão dos Recebedores da Cruz de Cavaleiro (AKCR). Foi concedida para os três ramos da Wehrmacht: Heer (exército terrestre alemão), Luftwaffe (força aérea) e Kriegsmarine (marinha) além da Waffen-SS, Reichsarbeitsdienst (serviço de trabalho do Reich) e Volkssturm (milícia nacional). Além dos soldados alemães, a condecoração também foi concedida para 43 estrangeiros, aliados do Terceiro Reich.
Walther-Peer Fellgiebel, que foi o ex-presidente e chefe da comissão de ordem do AKCR, escreveu um livro no ano de 1986 onde listou os condecorados com a Cruz de Cavaleiro, intitulado: Die Träger des Ritterkreuzes des Eisernen Kreuzes 1939–1945 — Die Inhaber der höchsten Auszeichnung des Zweiten Weltkrieges aller Wehrmachtsteile — Os portadores da Cruz de Cavaleiro da Cruz de Ferro 1939-1945 - Os proprietários do maior prêmio da Segunda Guerra Mundial de todos os ramos da Wehrmacht. Lançou a segunda edição de seu livro no ano de 1996, onde retirou 11 condecorados da lista original. Já o autor e historiador Veit Scherzer lançou tem dúvida sobre a condecoração de 193 dos listados, a maioria destes condecorados no ano de 1945, quando os acontecimentos dos últimos dias do Terceiro Reich deixaram um número de indicações incompletas e até várias fases do processo de aprovação estavam incompletas. O livro escrito por Scherzer foi em cooperação com o Arquivo Federal da Alemanha. Este livro foi escolhido pelo professor Dr. Franz W. Seidler para a Universidade da Bundeswehr de Munique e Deutsche Dienststelle (WASt), sendo considerado como uma referência aceita nestes dois lugares.

## Criação
A Cruz de Cavaleiro da Cruz de Ferro e seus graus mais altos foram baseados em quatro diferentes decretos. O primeiro decreto Reichsgesetzblatt I S. 1573 de 1 de setembro de 1939 instituiu a Cruz de Ferro (Eisernes Kreuz) e Cruz de Cavaleiro da Cruz de Ferro e a Grande Cruz da Cruz de Ferro (Großkreuz des Eisernen Kreuzes). O segundo artigo do decreto especifica que para ser condecorado com uma classe superior deveria ser primeiramente condecorado com todas as classe precedentes. Com o progresso da guerra, alguns do condecorados foram se destacando, sendo necessária um novo grau da condecoração, sendo então instituído no dia 3 de junho de 1940 o decreto Reichsgesetzblatt I S. 849 que criou a Cruz de Cavaleiro da Cruz de Ferro com Folhas de Carvalho.
Foram criados no dia 28 de setembro de 1941 dois graus da Cruz de Cavaleiro com o decreto Reichsgesetzblatt I S. 613, a Cruz de Cavaleiro da Cruz de Ferro com Folhas de Carvalho e Espadas Ritterkreuz des Eisernen Kreuzes mit Eichenlaub und Schwertern e a Cruz de Cavaleiro da Cruz de Ferro com Folhas de Carvalho, Espadas e Diamantes Ritterkreuz des Eisernen Kreuzes mit Eichenlaub, Schwertern und Brillanten. No final de 1944 o último grau da Cruz de Cavaleiro, a Cruz de Cavaleiro da Cruz de Ferro com Folhas de Carvalho Douradas, Espadas e Diamantes Ritterkreuz des Eisernen Kreuzes mit goldenem Eichenlaub, Schwertern und Brillanten a condecoração foi criada com o decreto Reichsgesetzblatt 1945 I S. 11 de 29 de dezembro de 1944.

## Condecorados
Aqui estão listados 238 condecorados com a Cruz de Cavaleiro da Cruz de Ferro da Wehrmacht e Waffen-SS, cujos sobrenomes se iniciam com a letra "D", estando ordenados em ordem alfabética pelo sobrenome. Destes, 20 foram mais tarde condecorados com a Cruz de Cavaleiro da Cruz de Ferro com Folhas de Carvalho, seis com a Cruz de Cavaleiro da Cruz de Ferro com Folhas de Carvalho e Espadas e um com a Cruz de Cavaleiro da Cruz de Ferro com Folhas de Carvalho, Espadas e diamantes; 24 condecorações foram feitas de maneiro póstuma. Foram condecorados 149 membros do Heer, 57 da Luftwaffe, 7 da Kriegsmarine e 25 da Waffen-SS.
| Nome                                               | Serviço      | Patente                                     | Ocupação e unidade                                                                                  | Data de condecoração     | Notas | Imagem |
| -------------------------------------------------- | ------------ | ------------------------------------------- | --------------------------------------------------------------------------------------------------- | ------------------------ | --- | ------ |
| Paul-Heinrich Dähne                                | Luftwaffe    | Oberleutnant                                | Staffelkapitän do 12./Jagdgeschwader 11 (anteriormente 2./Jagdgeschwader 52)                        | 6 de abril de 1944       | — | —      |
| Walther Dahl+                                      | Luftwaffe    | Major                                       | Gruppenkommandeur do III./Jagdgeschwader 3 "Udet"                                                   | 11 de março de 1944      | 724. Folhas de Carvalho 1 de fevereiro de 1945                                                                  | —      |
| Hermann Dahlke                                     | Waffen-SS    | SS-Oberscharführer                          | Líder de companhia do 3./1. SS-Panzergrenadier-Regiment "Leibstandarte SS Adolf Hitler"             | 3 de março de 1943       | — |        |
| Kurt Dahlmann+                                     | Luftwaffe    | Major                                       | Gruppenkommandeur do I./Schnellkampfgeschwader 10                                                   | 11 de junho de 1944      | 711. Folhas de Carvalho 24 de janeiro de 1945                                                                   | —      |
| Hugo Dahmer                                        | Luftwaffe    | Oberfeldwebel                               | Piloto no 6./Jagdgeschwader 5                                                                       | 1 de agosto de 1941      | — | —      |
| Paul Dahms                                         | Heer         | Hauptmann                                   | Líder do Sturmgeschütz-Brigade 286                                                                  | 3 de novembro de 1944    | — | —      |
| Werner Dallmann                                    | Waffen-SS    | SS-Untersturmführer                         | Ajudante de regimento do SS-Kavallerie-Regiment 53 "Florian Geyer"                                  | 17 de janeiro de 1945    | — | —      |
| Josef Dallmeier                                    | Heer         | Leutnant                                    | Líder do Panzer-Jäger-Kompanie 1183                                                                 | 28 de março de 1945      | — | —      |
| Hans Dally                                         | Luftwaffe    | Hauptmann                                   | Comandante do gemischte Flak-Abteilung 5 (L) (motorizado)                                           | 11 de junho de 1944      | — | —      |
| Friedrich-Karl Freiherr von Dalwigk zu Lichtenfels | Luftwaffe    | Hauptmann                                   | Gruppenkommandeur do I./Sturzkampfgeschwader 77                                                     | 21 de julho de 1940*     | Morto em combate 9 de julho de 1940                                                                             | —      |
| Dieter Damerius                                    | Heer         | Leutnant da reserva                         | Líder do 5./Grenadier-Regiment 273                                                                  | 24 de fevereiro de 1945  | — | —      |
| Otto Damm                                          | Heer         | Oberfeldwebel                               | Líder de pelotão no 10./Grenadier-Regiment 216                                                      | 4 de agosto de 1943*     | Morto em combate 16 de julho de 1943                                                                            | —      |
| Heinrich Dammeier                                  | Kriegsmarine | Stabsobermaschinist                         | Mecânico chefe do U-270                                                                             | 12 de agosto de 1944     | — | —      |
| Hans Dammers                                       | Luftwaffe    | Feldwebel                                   | Piloto no 9./Jagdgeschwader 52                                                                      | 23 de agosto de 1942     | — | —      |
| Werner Damsch                                      | Waffen-SS    | SS-Hauptsturmführer                         | Comandante do I./SS-Panzergrenadier-Regiment 25 "Hitlerjugend"                                      | 17 de abril de 1945      | — | —      |
| Paul Danhauser                                     | Heer         | Oberst                                      | Comandante do Infanterie-Regiment 427                                                               | 10 de fevereiro de 1942  | — | —      |
| Richard Daniel+                                    | Heer         | Oberstleutnant                              | Comandante do Infanterie-Regiment 391                                                               | 25 de julho de 1942      | (857) Folhas de Carvalho 30 de abril de 1945                                                                    | —      |
| Alexander Edler von Daniels                        | Heer         | Generalmajor                                | Comandante da 376. Infanterie-Division                                                              | 18 de dezembro de 1942   | — | —      |
| Alfred Dannebaum                                   | Heer         | Rittmeister                                 | Líder do Panzer-Aufklärungs-Abteilung 24                                                            | 17 de setembro de 1944   | — | —      |
| Franz Danowski                                     | Heer         | Oberleutnant                                | Líder do 10./Panzergrenadier-Regiment 111                                                           | 18 de outubro de 1944*   | Morreu devido a ferimentos no dia 10 de outubro de 1944                                                         | —      |
| Hermann Danzer                                     | Heer         | Leutnant                                    | Líder de pelotão no 2./Panzer-Pionier-Bataillon 57                                                  | 21 de dezembro de 1940*  | Morto em combate 20 de junho de 1940                                                                            | —      |
| Fritz Darges                                       | Waffen-SS    | SS-Obersturmbannführer                      | Líder do SS-Panzer-Regiment 5 "Wiking"                                                              | 5 de abril de 1945       | — | —      |
| Walter Dargies                                     | Heer         | Hauptmann da reserva                        | Líder de Batalhão no Grenadier-Regiment 418                                                         | 11 de janeiro de 1943    | — | —      |
| Wolfgang Darius                                    | Heer         | Hauptmann                                   | Comandante do Panzer-Abteilung 21                                                                   | 22 de agosto de 1943     | — | —      |
| Paul-Friedrich Darjes                              | Luftwaffe    | Major                                       | Gruppenkommandeur do II./Schlachtgeschwader 1                                                       | 14 de outubro de 1942    | — | —      |
| Erich Darnedde                                     | Heer         | Hauptmann da reserva                        | Líder do I./Grenadier-Regiment 277                                                                  | 8 de fevereiro de 1943   | — | —      |
| Edmund Daser                                       | Luftwaffe    | Hauptmann                                   | Staffelkapitän do 1./Kampfgeschwader 40                                                             | 21 de fevereiro de 1941  | — | —      |
| Karl Daske                                         | Heer         | Hauptmann                                   | Comandante do Divions-Füsilier-Bataillon 12                                                         | 14 de abril de 1945      | — | —      |
| Rudi Dassow                                        | Luftwaffe    | Leutnant                                    | Piloto no II./Zerstörergeschwader 26 "Horst Wessel"                                                 | 5 de setembro de 1944*   | Morto em combate 25 de agosto de 1944                                                                           | —      |
| Friedrich Dath                                     | Heer         | Oberwachtmeister                            | Líder de pelotão no 3./Sturmgeschütz-Brigade 286                                                    | 9 de dezembro de 1944    | — | —      |
| Dr.-jur. Henning Daubert                           | Heer         | Oberst                                      | Comandante do Grenadier-Regiment 426                                                                | 5 de março de 1945       | — | —      |
| Hans Daumiller                                     | Heer         | Oberleutnant                                | Chief do 11./Gebirgsjäger-Regiment 98                                                               | 29 de setembro de 1940   | — | —      |
| Klaus Dauner                                       | Heer         | Oberst                                      | Comandante do Jäger-Regiment 737                                                                    | 16 de novembro de 1944   | — | —      |
| Hans Dauser                                        | Waffen-SS    | SS-Oberscharführer                          | Líder de pelotão no 2./SS-Panzer-Regiment 1 "Leibstandarte SS Adolf Hitler"                         | 4 de junho de 1944       | — | —      |
| Ernst David                                        | Heer         | Obergefreiter                               | Artilheiro do 3./Grenadier-Regiment 118                                                             | 16 de agosto de 1943*    | Morto em combate 11 de agosto de 1943                                                                           | —      |
| Herbert Dawedeit                                   | Luftwaffe    | Oberfeldwebel                               | Piloto no 8./Sturzkampfgeschwader 77                                                                | 29 de fevereiro de 1944  | — | —      |
| Leo-Otto Debiel                                    | Heer         | Oberwachtmeister                            | Oficial de bateria do 2./Artillerie-Regiment 253                                                    | 19 de novembro de 1944*  | Morto em combate 9 de outubro de 1944                                                                           | —      |
| Heinrich-Anton Deboi                               | Heer         | Generalmajor                                | Comandante da 44. Infanterie-Division                                                               | 10 de setembro de 1942   | — | —      |
| Heinrich Debus                                     | Waffen-SS    | SS-Obersturmführer                          | Líder do SS-Panzer-Aufklärungs-Abteilung 5 "Wiking"                                                 | 4 de maio de 1944        | — | —      |
| Otto Debus                                         | Luftwaffe    | Oberleutnant                                | Observador no 1.(H)/Nahaufklärungs-Gruppe 12                                                        | 5 de abril de 1944       | — | —      |
| Karl Decker+                                       | Heer         | Oberstleutnant                              | Comandante do I./Panzer-Regiment 3                                                                  | 13 de junho de 1941      | 466. Folhas de Carvalho 4 de maio de 1944 (149) Espadas 26 de abril de 1945?                                    | —      |
| Bruno Dederichs                                    | Heer         | Major                                       | Líder do Grenadier-Regiment 409                                                                     | 14 de abril de 1945      | — | —      |
| Johannes Deegener                                  | Heer         | Oberstleutnant im Generalstab               | Líder do Jäger-Regiment 49                                                                          | 22 de agosto de 1943*    | Morto em combate 31 de julho de 1943                                                                            | —      |
| Günther Degen                                      | Waffen-SS    | SS-Hauptsturmführer                         | Líder do I./SS-Gebirgsjäger-Regiment 11 "Reinhard Heydrich"                                         | 7 de outubro de 1944     | — |        |
| Hans Degen                                         | Heer         | Generalleutnant                             | Comandante da 2. Gebirgs-Division                                                                   | 11 de março de 1945      | — | —      |
| Franz Degl                                         | Heer         | Unteroffizier                               | Líder de Grupo no 8./Grenadier-Regiment 62                                                          | 23 de outubro de 1944    | — | —      |
| Léon Degrelle+                                     | Waffen-SS    | SS-Hauptsturmführer                         | Líder do SS-Freiwilligen-Brigade "Wallonien"                                                        | 20 de fevereiro de 1944  | (sem número) Folhas de Carvalho 27 de agosto de 1944                                                            | —      |
| Ernst Dehmel                                       | Waffen-SS    | SS-Hauptsturmführer                         | Líder do SS-Sturmgeschütz-Abteilung 3 "Totenkopf"                                                   | 15 de agosto de 1943     | — |        |
| Ernst Dehner                                       | Heer         | Generalmajor                                | Comandante da 106. Infanterie-Division                                                              | 18 de outubro de 1941    | — | —      |
| Kurt Deichen                                       | Heer         | Hauptmann da reserva                        | Comandante do Panzer-Aufklärungs-Abteilung 3                                                        | 10 de setembro de 1943   | — | —      |
| Paul Deichmann                                     | Luftwaffe    | Generalleutnant                             | Comandante geral do II. Fliegerkorps                                                                | 26 de março de 1944      | — | —      |
| Hermann Deisenberger                               | Heer         | Major                                       | Comandante do II./Panzer-Artillerie-Regiment 16                                                     | 20 de outubro de 1944    | — | —      |
| Dr.-jur. Eduard Deisenhofer                        | Waffen-SS    | SS-Sturmbannführer                          | Comandante do a Kampfgruppe do 3. SS-"Totenkopf"-Division                                           | 8 de maio de 1942        | — | —      |
| Egon Delica                                        | Luftwaffe    | Leutnant                                    | Líder do Sturmgruppe "Granit" do Fallschirmjäger-Sturm-Abteilung "Koch"                             | 12 de maio de 1940       | — |        |
| Paul Delius                                        | Heer         | Major                                       | Ia (oficial de operações) com o comandante da fortaleza Abschnitt 44 (seção 44) general Matterstock | 11 de março de 1945      | — | —      |
| Waldemar Demand                                    | Heer         | Leutnant                                    | Líder do 1./Füssilier-Regiment 22                                                                   | 17 de março de 1945*     | Morto em combate 21 de fevereiro de 1945                                                                        | —      |
| Rudolf Demme+                                      | Heer         | Oberst                                      | Comandante do Panzergrenadier-Regiment 59                                                           | 14 de agosto de 1943     | 537. Folhas de Carvalho 28 de julho de 1944                                                                     | —      |
| agosto Dempke                                      | Heer         | Oberfeldwebel                               | Líder de esquadrão de mensageiros do 2./Grenadier-Regiment 24                                       | 17 de março de 1945      | — | —      |
| Siegfried Deneke                                   | Heer         | Unteroffizier                               | Líder de Grupo no 6./Grenadier-Regiment 166                                                         | 9 de junho de 1944*      | Morto em combate 16 de março de 1944                                                                            | —      |
| Gustav Denk                                        | Luftwaffe    | Oberleutnant                                | Piloto no Stab II./Jagdgeschwader 52                                                                | 14 de março de 1943*     | Morto em combate 13 de fevereiro de 1943                                                                        | —      |
| Wilhelm Denk                                       | Heer         | Leutnant da reserva                         | Líder do 1./Panzergrenadier-Regiment 74                                                             | 14 de maio de 1944       | — | —      |
| Walter Denkert                                     | Heer         | Oberst                                      | Líder da 19. Panzer-Division                                                                        | 14 de maio de 1944       | — | —      |
| Oskar-Hubert Dennhardt+                            | Heer         | Major                                       | Comandante do II./Grenadier-Regiment 11 e regiment leader                                           | 17 de março de 1944      | (870) Folhas de Carvalho 9 de maio de 1945?                                                                     | —      |
| Rudolf Denninger                                   | Heer         | Oberleutnant da reserva                     | Chief do 1./Grenadier-Regiment 439                                                                  | 1 de setembro de 1943    | — | —      |
| Dipl.-Ing. Franz Denzinger                         | Heer         | Oberst                                      | Comandante do regiment Stab Artillerie-Regiment 553 z.b.V.                                          | 5 de setembro de 1944    | — | —      |
| Hans-Werner Deppe                                  | Heer         | Oberleutnant                                | Chief do 3./Grenadier-Regiment 58                                                                   | 14 de agosto de 1943     | — | —      |
| Otto Deßloch+                                      | Luftwaffe    | Generalmajor                                | Comandante geral do II. Flakkorps                                                                   | 24 de junho de 1940      | 470. Folhas de Carvalho 10 de maio de 1944                                                                      | —      |
| Erich Dethleffsen                                  | Heer         | Oberst im Generalstab                       | Chief do Generalstab do XXXIX. Panzerkorps                                                          | 23 de dezembro de 1943   | — | —      |
| Theodor Detmers                                    | Kriegsmarine | Fregattenkapitän                            | Comandante do Cruzador Auxiliar Kormoran (HSK-8)                                                    | 4 de dezembro de 1941    | — | —      |
| Werner Dettenberg                                  | Heer         | Oberleutnant da reserva                     | Chief do 6./Grenadier-Regiment 852                                                                  | 18 de setembro de 1944*  | Morreu devido a ferimentos no dia 12 de setembro de 1944                                                        | —      |
| Oskar Dettke                                       | Luftwaffe    | Hauptmann                                   | Staffelkapitän do 9./Kampfgeschwader 55                                                             | 7 de abril de 1945       | — | —      |
| Ferdinand Deutsch?                                 | Heer         | Oberleutnant da reserva                     | Líder do a Kampfgruppe                                                                              | 6 de maio de 1945        | — | —      |
| Heinz Deutsch                                      | Luftwaffe    | Leutnant da reserva                         | Líder do 3./Fallschirm-Sturmgeschütz-Brigade 12                                                     | 28 de abril de 1945      | — | —      |
| Erich Deutschländer                                | Heer         | Hauptmann                                   | Comandante do II./Grenadier-Regiment 328                                                            | 26 de março de 1944      | — | —      |
| Siegfried Deutschmann                              | Heer         | Oberfeldwebel                               | Líder do 8./Grenadier-Regiment 463                                                                  | 11 de dezembro de 1944   | — | —      |
| Hugo Deventer                                      | Heer         | Unteroffizier                               | Líder de Grupo do 3./Pionier-Bataillon 31                                                           | 30 de julho de 1943      | — | —      |
| Hans-Werner Devers                                 | Heer         | Oberleutnant da reserva                     | Chief do 3./Aufklärungs-Abteilung 101                                                               | 2 de junho de 1943       | — | —      |
| Eckhardt von Dewitz                                | Heer         | Leutnant da reserva                         | Adjutant do II./Gebirgsjäger-Regiment 143                                                           | 17 de agosto de 1943     | — | —      |
| Anton Dicke                                        | Heer         | Obergefreiter                               | Líder de Grupo no 5./Grenadier-Regiment 3                                                           | 21 de fevereiro de 1943* | Morto em combate 26 de janeiro de 1943                                                                          | —      |
| Adolf Dickfeld+                                    | Luftwaffe    | Leutnant                                    | Piloto no 7./Jagdgeschwader 52                                                                      | 19 de março de 1942      | 94. Folhas de Carvalho 19 de maio de 1942                                                                       | —      |
| Diddo Diddens+                                     | Heer         | Leutnant da reserva                         | Líder de pelotão no 2./Sturmgeschütz-Abteilung 185                                                  | 18 de março de 1942      | 501. Folhas de Carvalho 15 de junho de 1944                                                                     | —      |
| August Dieckmann+                                  | Waffen-SS    | SS-Sturmbannführer                          | Comandante do I./SS-Regiment "Germania"                                                             | 23 de abril de 1942      | 233. Folhas de Carvalho 16 de abril de 1943 39. Espadas 10 de outubro de 1943                                   |        |
| Josef Diefenthal                                   | Waffen-SS    | SS-Hauptsturmführer                         | Comandante do III.(gepanzert)/SS-Panzergrenadier-Regiment 2 "Leibstandarte SS Adolf Hitler"         | 5 de fevereiro de 1945   | — | —      |
| Erwin Diekwisch                                    | Luftwaffe    | Leutnant                                    | Piloto no 9./Sturzkampfgeschwader 1                                                                 | 15 de outubro de 1942    | — | —      |
| Horst Dieling                                      | Heer         | Leutnant                                    | Líder do 7./Grenadier-Regiment 434                                                                  | 18 de janeiro de 1944    | — | —      |
| Otto Diem                                          | Heer         | Wachtmeister                                | Líder de armas do 3.(schwere)/Aufklärungs-Abteilung 9                                               | 23 de setembro de 1943*  | Morto em combate 8 de agosto de 1943                                                                            | —      |
| Erich Dienenthal                                   | Heer         | Oberleutnant                                | Líder do 2.(Radfahr)/Divisions-Aufklärungs-Abteilung 45                                             | 14 de dezembro de 1941   | — | —      |
| Johannes Dienhold                                  | Luftwaffe    | Oberleutnant da reserva                     | Chief do 3./Flak-Regiment 23 (motorizado)                                                           | 14 de junho de 1941      | — | —      |
| Max Diepold                                        | Luftwaffe    | Oberleutnant                                | Staffelkapitän do 10.(Panzer)/Schlachtgeschwader 77                                                 | 28 de março de 1945      | — | —      |
| Hans Diergarten                                    | Waffen-SS    | SS-Sturmbannführer                          | Ia (Oficial de Operações) da 8. SS-Kavallerie-Division "Florian Geyer"                              | 16 de janeiro de 1944    | — | —      |
| Karl-Heinz Dierks                                  | Heer         | Hauptmann                                   | Líder do II./Grenadier-Regiment 42                                                                  | 13 de janeiro de 1945    | — | —      |
| Joachim Diesener                                   | Heer         | Hauptmann                                   | Comandante do I./Panzergrenadier-Regiment 33                                                        | 9 de junho de 1944       | — | —      |
| Ulrich Diesing                                     | Luftwaffe    | Major                                       | Geschwaderkommodore do Zerstörergeschwader 1                                                        | 6 de setembro de 1942    | — | —      |
| Erich Diestel                                      | Heer         | Generalleutnant                             | Comandante da 346. Infanterie-Division                                                              | 8 de outubro de 1944     | — | —      |
| Eduard Dietl+                                      | Heer         | Generalleutnant                             | Comandante da 3. Gebirgs-Division                                                                   | 9 de maio de 1940        | 1. Folhas de Carvalho 19 de julho de 1940 72. Espadas 1 de julho de 1944                                        |        |
| Walter Dietlen                                     | Heer         | Oberstleutnant                              | Comandante do Kradschützen-Bataillon 54                                                             | 4 de dezembro de 1941    | — | —      |
| Gerhard Dietrich                                   | Luftwaffe    | Fahnenjunker-Feldwebel                      | Piloto no Stab/Kampfgeschwader 55                                                                   | 9 de junho de 1944       | — | —      |
| Johann Dietrich                                    | Luftwaffe    | Hauptmann                                   | Chief do 2./Flak-Regiment 49 (motorizado)                                                           | 23 de dezembro de 1942   | — | —      |
| Josef Dietrich+                                    | Waffen-SS    | SS-Obergruppenführer e General do Waffen-SS | Comandante do SS-Infanterie-Regiment (motorizado) "Leibstandarte SS Adolf Hitler"                   | 4 de julho de 1940       | 41. Folhas de Carvalho 31 de dezembro de 1941 26. Espadas 14 de março de 1943 16. Diamantes 6 de agosto de 1944 |        |
| Karl-Heinz Dietrich                                | Heer         | Hauptmann da reserva                        | Comandante do II./Panzergrenadier-Regiment 3                                                        | 26 de junho de 1944      | — | —      |
| Wilhelm Dietrich                                   | Waffen-SS    | SS-Hauptsturmführer e Hauptmann do Schupo   | Líder do III./SS-Polizei-Schützen-Regiment 1                                                        | 15 de outubro de 1944    | — | —      |
| Bernhard Dietsche                                  | Waffen-SS    | SS-Sturmbannführer                          | Comandante do II./SS-Gebirgsjäger-Regiment 2                                                        | 17 de julho de 1943      | — | —      |
| Edwin-Oskar Dietz                                  | Heer         | Leutnant                                    | Líder de pelotão no I./Schützen-Regiment 11                                                         | 15 de agosto de 1940     | — | —      |
| Valentin Dietz                                     | Heer         | Hauptmann                                   | Comandante do I./Jäger-Regiment 204                                                                 | 30 de dezembro de 1943   | — | —      |
| Constantin Baron Digeon von Monteton               | Heer         | Generalmajor                                | Comandante do Armee-Waffenschule Panzer AOK 3                                                       | 14 de agosto de 1944*    | Morto em combate 27 de junho de 1944                                                                            | —      |
| Bruno Dilley+                                      | Luftwaffe    | Hauptmann                                   | Gruppenkommandeur do I./Sturzkampfgeschwader 2 "Immelmann"                                          | 4 de junho de 1942       | 174. Folhas de Carvalho 8 de janeiro de 1943                                                                    | —      |
| Fritz Dilz                                         | Heer         | Oberfeldwebel                               | Líder de pelotão no 7./Panzergrenadier-Regiment 5                                                   | 18 de janeiro de 1945    | — | —      |
| Joseph Dimming                                     | Heer         | Unteroffizier                               | Líder de Grupo no 14.(Panzerjäger)/Divisions-Gruppe 112                                             | 21 de fevereiro de 1944  | — | —      |
| Fritz Dinger                                       | Luftwaffe    | Leutnant                                    | Staffelführer do 4./Jagdgeschwader 53                                                               | 23 de dezembro de 1942   | — | —      |
| Ulrich Dinkelaker                                  | Heer         | Oberst                                      | Comandante do Artillerie-Regiment 36 (motorizado)                                                   | 9 de dezembro de 1943    | — | —      |
| Oskar Dinort+                                      | Luftwaffe    | Major                                       | Geschwaderkommodore do Sturzkampfgeschwader 2 "Immelmann"                                           | 20 de junho de 1940      | 21. Folhas de Carvalho 14 de julho de 1941                                                                      | —      |
| Wilhelm Dipberger                                  | Luftwaffe    | Fahnenjunker-Oberfeldwebel                  | Observador no Stab/Kampfgeschwader 6                                                                | 9 de janeiro de 1945     | — | —      |
| Josef Dirkmorfeld                                  | Heer         | Obergefreiter                               | Líder de Grupo no 2./Pionier-Bataillon 208                                                          | 12 de março de 1943      | — | —      |
| Dr. Oskar Dirlewanger                              | Waffen-SS    | SS-Oberführer da reserva                    | Comandante do SS-Brigade "Dirlewanger"                                                              | 30 de setembro de 1944   | — |        |
| Hans Ditter                                        | Heer         | Oberfeldwebel                               | Líder de companhia do 1./Panzergrenadier-Regiment 7                                                 | 11 de dezembro de 1944   | — | —      |
| Johannes Dittfeld                                  | Heer         | Major                                       | Comandante do I./Grenadier-Regiment 466                                                             | 11 de julho de 1944      | — | —      |
| Heinrich Dittlof                                   | Heer         | Oberleutnant                                | Chief do 9./Grenadier-Regiment 422                                                                  | 10 de setembro de 1944   | — | —      |
| Joachim Dittmer                                    | Heer         | Hauptmann                                   | Comandante do I./Panzergrenadier-Regiment 3                                                         | 3 de abril de 1943       | — | —      |
| Dr.-jur. Stefan Dittrich                           | Heer         | Oberleutnant da reserva                     | Chief do 4./leichtes Artillerie-Regiment 46                                                         | 4 de junho de 1944       | — | —      |
| Kurt Dix                                           | Heer         | Feldwebel                                   | Líder de companhia do 3./Grenadier-Regiment 510                                                     | 31 de março de 1943      | — | —      |
| Karl Dixius                                        | Heer         | Hauptmann                                   | Comandante do I./Jäger-Regiment 229                                                                 | 26 de novembro de 1944   | — | —      |
| Hans Dobberkau                                     | Heer         | Leutnant da reserva                         | Líder do 7./Grenadier-Regiment 284                                                                  | 21 de setembro de 1944   | — | —      |
| Werner Dobberstein                                 | Kriegsmarine | Kapitänleutnant                             | Chief do 5. Räumbootflottille                                                                       | 4 de setembro de 1941    | — | —      |
| [Dr.] Kurt Dobratz                                 | Kriegsmarine | Kapitän zur See                             | Comandante do U-1232                                                                                | 23 de janeiro de 1945    | — | —      |
| Anton Döbele                                       | Luftwaffe    | Oberfeldwebel                               | Piloto no 3./Jagdgeschwader 54                                                                      | 26 de março de 1944*     | Morto em combate 11 de novembro de 1943                                                                         | —      |
| Hans Döbrich                                       | Luftwaffe    | Feldwebel                                   | Piloto no 6./Jagdgeschwader 5                                                                       | 19 de setembro de 1943   | — | —      |
| Diethelm von Doemming?                             | Heer         | Major                                       | Comandante do II./Panzergrenadier-Regiment 9                                                        | 30 de abril de 1945*     | Morto em combate 29 de abril de 1945                                                                            | —      |
| Fritz Doench                                       | Luftwaffe    | Major                                       | Gruppenkommandeur do I./Kampfgeschwader 30                                                          | 14 de junho de 1940      | — | —      |
| Hans-Günther Doenicke                              | Heer         | Hauptmann                                   | Comandante do I./Grenadier-Regiment 71 (motorizado)                                                 | 27 de julho de 1944*     | Morto em combate 1 de julho de 1944                                                                             | —      |
| Karl Dönitz+                                       | Kriegsmarine | Konteradmiral                               | Befehlshaber der U-Boote (B.d.U.)                                                                   | 21 de abril de 1940      | 223. Folhas de Carvalho 6 de abril de 1943                                                                      |        |
| Jost Dörfel                                        | Heer         | Oberfeldwebel                               | Líder de pelotão no 6./Infanterie-Regiment 439                                                      | 4 de março de 1942       | — | —      |
| Georg Dörffel+                                     | Luftwaffe    | Oberleutnant                                | Staffelkapitän do 5.(S)/Lehrgeschwader 2                                                            | 21 de agosto de 1941     | 231. Folhas de Carvalho 14 de abril de 1943                                                                     |        |
| Walter Dörflinger                                  | Heer         | Oberleutnant da reserva                     | Líder do II./Grenadier-Regiment 332                                                                 | 7 de abril de 1944       | — | —      |
| Hans-Joachim Doergens                              | Heer         | Hauptmann da reserva                        | Líder do Pionier-Bataillon 225                                                                      | 26 de junho de 1944      | — | —      |
| Alfred Doering                                     | Heer         | Oberfeldwebel                               | Líder do 11./Grenadier-Regiment 6                                                                   | 2 de fevereiro de 1944   | — | —      |
| Arnold Döring                                      | Luftwaffe    | Leutnant                                    | Piloto no 10./Nachtjagdgeschwader 3                                                                 | 17 de abril de 1945      | — | —      |
| Bernd von Doering                                  | Heer         | Major                                       | Comandante do II./Schützen-Regiment 79                                                              | 30 de novembro de 1940   | — | —      |
| Ernst Doering                                      | Heer         | Rittmeister                                 | Comandante do Divisions-Füsilier-Bataillon (A.A.) 329                                               | 16 de março de 1944      | — | —      |
| Johann Döring                                      | Heer         | Oberfeldwebel                               | Líder de esquadrão de mensageiros do I./Grenadier-Regiment 958                                      | 5 de abril de 1945       | — | —      |
| Wilhelm Döring                                     | Luftwaffe    | Leutnant                                    | Observador no 2./Kampfgeschwader 53 "Legion Condor"                                                 | 19 de fevereiro de 1943  | — | —      |
| Hans-Wilhelm Doering-Manteuffel                    | Luftwaffe    | Oberst                                      | Comandante do Flak-Regiment 101 (motorizado)                                                        | 10 de setembro de 1944   | — | —      |
| Friedrich Dörmann                                  | Heer         | Hauptmann zur Verwendung (à disposição)     | Comandante do II./Grenadier-Regiment 528                                                            | 18 de janeiro de 1944    | — | —      |
| Karl Dörmann                                       | Heer         | Leutnant                                    | Líder do 9./Artillerie-Regiment 1542                                                                | 9 de fevereiro de 1945   | — | —      |
| Werner Dörnbrack+                                  | Luftwaffe    | Oberleutnant                                | Staffelkapitän do 4.(S)/Lehrgeschwader 2                                                            | 21 de agosto de 1941     | 660. Folhas de Carvalho 25 de novembro de 1944                                                                  | —      |
| Heinrich Dörnemann                                 | Heer         | Major                                       | Comandante do Panzer-Aufklärungs-Abteilung 16                                                       | 28 de novembro de 1943   | — | —      |
| Helmut Dörner+                                     | Waffen-SS    | SS-Sturmbannführer e Major do Schupo        | Comandante do II./SS-Polizei-Schützen-Regiment 2                                                    | 15 de maio de 1942       | 650. Folhas de Carvalho 16 de novembro de 1944 129. Espadas 1 de fevereiro de 1945                              | —      |
| Franz Dörr                                         | Luftwaffe    | Hauptmann                                   | Gruppenkommandeur do III./Jagdgeschwader 5                                                          | 19 de agosto de 1944     | — | —      |
| Helmut Dörries                                     | Luftwaffe    | Fahnenjunker-Oberfeldwebel                  | Observador no 2.(F)/Aufklärungs-Gruppe 123                                                          | 27 de julho de 1944      | — | —      |
| Josef Dörries                                      | Heer         | Unteroffizier                               | Líder de Grupo no 6./Grenadier-Regiment 87                                                          | 5 de abril de 1944       | — | —      |
| Franz Doff                                         | Heer         | Gefreiter                                   | Líder de Grupo do 10./Gebirgsjäger-Regiment 98                                                      | 20 de julho de 1942      | — | —      |
| Herbert Dohle                                      | Heer         | Hauptmann                                   | Líder do II./Grenadier-Regiment 317                                                                 | 28 de novembro de 1943   | — | —      |
| Friedrich Dollmann+                                | Heer         | General der Artillerie                      | Commander-in-Chief do 7. Armee                                                                      | 24 de junho de 1940      | 518. Folhas de Carvalho 1 de julho de 1944                                                                      |        |
| René Dollwet                                       | Heer         | Leutnant da reserva                         | Líder do 2./Grenadier-Regiment 485                                                                  | 29 de fevereiro de 1944  | — | —      |
| Erich Domaschk                                     | Heer         | Hauptmann                                   | Líder do II./Panzergrenadier-Regiment 103                                                           | 3 de novembro de 1942    | — | —      |
| Joachim Domaschk+                                  | Heer         | Oberleutnant                                | Líder do I./Panzergrenadier-Regiment 108                                                            | 12 de outubro de 1943    | 496. Folhas de Carvalho 11 de junho de 1944                                                                     | —      |
| Kurt Dombacher?                                    | Luftwaffe    | Leutnant                                    | Piloto no 1./Jagdgeschwader 51 "Mölders"                                                            | 8 de abril de 1945       | — | —      |
| Kurt Dombrowski                                    | Heer         | Major                                       | Comandante do II./Sicherungs-Regiment 360                                                           | 17 de dezembro de 1944   | — | —      |
| Hans Dominik                                       | Kriegsmarine | Fregattenkapitän                            | Chief do 9. Torpedobootflottille                                                                    | 28 de dezembro de 1944   | — | —      |
| Otto Dommeratzky+                                  | Luftwaffe    | Oberfeldwebel                               | Piloto no 8./Schlachtgeschwader 1                                                                   | 5 de janeiro de 1943     | 665. Folhas de Carvalho 25 de novembro de 1944                                                                  | —      |
| Wilhelm Dommes                                     | Kriegsmarine | Kapitänleutnant                             | Comandante do U-431                                                                                 | 2 de dezembro de 1942    | — | —      |
| Otto Domrich                                       | Heer         | Hauptmann                                   | Comandante do I./Panzergrenadier-Regiment 2                                                         | 8 de agosto de 1943      | — | —      |
| Gottfried Donat                                    | Heer         | Oberleutnant da reserva                     | Chief do 5./Grenadier-Regiment 519                                                                  | 24 de abril de 1943      | — | —      |
| Georg Donhauser                                    | Heer         | Oberfeldwebel                               | Líder de pelotão no 1./Infanterie-Regiment 501                                                      | 26 de setembro de 1941   | — | —      |
| Anton Donnhauser                                   | Heer         | Hauptmann                                   | Comandante do II./Panzergrenadier-Regiment 111                                                      | 18 de julho de 1943      | — | —      |
| Rudolf Donth                                       | Luftwaffe    | Feldwebel                                   | Líder do 6./Fallschirmjäger-Regiment 4                                                              | 14 de janeiro de 1945    | — |        |
| Paul Dorenbeck                                     | Heer         | Oberst                                      | Comandante do Grenadier-Regiment 170                                                                | 4 de junho de 1944       | — | —      |
| Hans Dorfmeister                                   | Heer         | Oberleutnant da reserva                     | Chief do 1./Grenadier-Regiment 355                                                                  | 16 de outubro de 1944    | — | —      |
| Hermann Dormann                                    | Heer         | Hauptmann                                   | Comandante do II./Panzergrenadier-Regiment 64                                                       | 4 de janeiro de 1943     | — | —      |
| Heinrich Dorn                                      | Heer         | Oberst                                      | Comandante do Grenadier-Regiment 7                                                                  | 16 de novembro de 1944   | — | —      |
| Otto Dorow                                         | Heer         | Oberstleutnant                              | Comandante do Infanterie-Regiment 514                                                               | 3 de abril de 1942       | — | —      |
| Hans Dorr+                                         | Waffen-SS    | SS-Hauptsturmführer                         | Chief do 4./SS-Infanterie-Regiment "Germania"                                                       | 27 de setembro de 1942   | 327. Folhas de Carvalho 13 de novembro de 1943 77. Espadas 9 de julho de 1944                                   | —      |
| Walter Dorsch                                      | Heer         | Feldwebel                                   | Líder de companhia do 14./Grenadier-Regiment 544                                                    | 14 de abril de 1945      | — | —      |
| Hans Dortenmann                                    | Luftwaffe    | Oberleutnant                                | Staffelkapitän do 3./Jagdgeschwader 26 "Schlageter"                                                 | 20 de abril de 1945      | — | —      |
| Paul Dose                                          | Luftwaffe    | Oberleutnant                                | Staffelkapitän do 9./Sturzkampfgeschwader 2 "Immelmann"                                             | 4 de maio de 1944        | — | —      |
| Otto Doser                                         | Heer         | Oberjäger                                   | Líder de pelotão no 7./Jäger-Regiment 75                                                            | 14 de março de 1943      | — | —      |
| Willi Dous                                         | Luftwaffe    | Oberleutnant                                | Piloto no 8./Kampfgeschwader 3 "Lützow"                                                             | 5 de julho de 1941       | — | —      |
| Paul Dowerk                                        | Heer         | Oberleutnant                                | Chief do 5./Infanterie-Regiment 215                                                                 | 15 de janeiro de 1942    | — | —      |
| Günther Drange                                     | Heer         | Oberst                                      | Comandante do Grenadier-Regiment 428                                                                | 16 de outubro de 1944    | — | —      |
| Johannes Dratwa                                    | Heer         | Hauptmann da reserva                        | Chief do 2./Sturmgeschütz-Brigade 184                                                               | 5 de março de 1945       | — | —      |
| Sepp Draxenberger?                                 | Waffen-SS    | SS-Hauptscharführer                         | Líder de pelotão do Stabskompanie/SS-Panzer-Regiment 5 "Wiking"                                     | 17 de abril de 1945      | — | —      |
| Moritz von Drebber                                 | Heer         | Oberst                                      | Comandante do Infanterie-Regiment 523                                                               | 30 de junho de 1942      | — | —      |
| Gerhard Drechsler                                  | Heer         | Feldwebel                                   | Líder de pelotão no 3./Divisions-Füsilier-Bataillon 14                                              | 11 de abril de 1944      | — | —      |
| Karl-Heinz Drees                                   | Heer         | Gefreiter                                   | Richtschütze (artilheiro) do 14.(Panzerjäger)/Grenadier-Regiment 552                                | 8 de fevereiro de 1944   | — | —      |
| Johann Dreher                                      | Luftwaffe    | Oberleutnant                                | Piloto no 5./Kampfgeschwader 53 "Legion Condor"                                                     | 5 de abril de 1944       | — | —      |
| Franz-Joseph Dreike?                               | Waffen-SS    | SS-Hauptsturmführer da reserva              | Comandante do SS-Flak-Abteilung 2 "Das Reich"                                                       | 6 de maio de 1945        | — | —      |
| Dipl.-Ing. Paul Drekmann                           | Heer         | Generalleutnant                             | Comandante da 252. Infanterie-Division                                                              | 28 de março de 1945      | — | —      |
| Georg-Wilhelm Drescher                             | Luftwaffe    | Oberleutnant da reserva                     | Chief do Stabskompanie/Jäger-Regiment 24 (L)                                                        | 1 de fevereiro de 1945   | — | —      |
| Otto Drescher                                      | Heer         | Generalleutnant                             | Comandante da 267. Infanterie-Division                                                              | 6 de abril de 1944       | — | —      |
| Bernhard Dresel                                    | Heer         | Hauptmann da reserva                        | Comandante do I./Grenadier-Regiment 326                                                             | 3 de novembro de 1944    | — | —      |
| Albert Dressel                                     | Heer         | Feldwebel                                   | Líder de pelotão no 3./Panzer-Abteilung 160                                                         | 13 de outubro de 1942    | — | —      |
| Heinrich Drewes                                    | Heer         | Major da reserva                            | Comandante do Kradschützen-Bataillon 10                                                             | 24 de abril de 1943      | — | —      |
| Martin Drewes+                                     | Luftwaffe    | Hauptmann                                   | Gruppenkommandeur do III./Nachtjagdgeschwader 1                                                     | 27 de julho de 1944      | 839. Folhas de Carvalho 17 de abril de 1945                                                                     |        |
| Wilhelm Drewes+                                    | Heer         | Hauptmann                                   | Líder do I./Panzergrenadier-Regiment 13                                                             | 27 de outubro de 1943    | 458. Folhas de Carvalho 20 de abril de 1944                                                                     | —      |
| Hans Drexel                                        | Waffen-SS    | SS-Obersturmführer                          | Líder do II./SS-Panzergrenadier-Regiment "Westland"                                                 | 14 de outubro de 1943    | — | —      |
| Johann Drexel                                      | Heer         | Unteroffizier                               | Líder de armas do 14.(Panzerjäger)/Grenadier-Regiment 408                                           | 23 de agosto de 1943     | — | —      |
| Josef Drexel                                       | Heer         | Oberst da reserva                           | Comandante do Grenadier-Regiment 436                                                                | 27 de agosto de 1944     | — | —      |
| Hans Drexler                                       | Heer         | Major                                       | Comandante do III./Grenadier-Regiment 232                                                           | 14 de agosto de 1943     | — | —      |
| Hans Drexler                                       | Heer         | Hauptmann                                   | Chief do 4./Panzer-Aufklärungs-Abteilung 129                                                        | 12 de janeiro de 1945    | — | —      |
| Oskar Drexler?                                     | Waffen-SS    | SS-Obersturmbannführer                      | Comandante do SS-Panzer-Artillerie-Regiment 12 "Hitlerjugend"                                       | 6 de maio de 1945        | — | —      |
| Walter Drexler                                     | Waffen-SS    | SS-Sturmbannführer                          | Comandante do SS-Aufklärungs-Abteilung 8 "Florian Geyer"                                            | 11 de dezembro de 1944   | — | —      |
| Georg Dreyer                                       | Heer         | Oberstleutnant                              | Comandante do Grenadier-Regiment 1053                                                               | 5 de novembro de 1944    | — | —      |
| Kurt Drössiger                                     | Heer         | Gefreiter                                   | Artilheiro do 4./Infanterie-Regiment 415                                                            | 10 de fevereiro de 1942  | — | —      |
| Herbert Droitsch                                   | Heer         | Oberleutnant da reserva                     | Chief do 1./Grenadier-Regiment 187                                                                  | 25 de janeiro de 1945    | — | —      |
| Hubertus Drolshage                                 | Heer         | Leutnant da reserva                         | Líder de pelotão no Panzer-Jäger-Abteilung 41 (auto-propulsado)                                     | 6 de abril de 1944       | — | —      |
| Franz Drolshagen                                   | Heer         | Unteroffizier                               | Líder de Grupo do 5./Grenadier-Regiment 698                                                         | 16 de outubro de 1944    | — | —      |
| Hermann Dropmann                                   | Heer         | Oberstleutnant                              | Líder do Grenadier-Regiment 1050                                                                    | 12 de julho de 1944      | — | —      |
| Leo Drossel                                        | Heer         | Hauptmann                                   | Comandante do III./Infanterie-Regiment 102                                                          | 19 de julho de 1940      | — | —      |
| Hans Droste                                        | Heer         | Leutnant                                    | Líder das tropas de choque do 7./Infanterie-Regiment 124                                            | 13 de junho de 1941      | — | —      |
| Hans Drude                                         | Heer         | Oberfeldwebel                               | Líder de pelotão no 1./Panzergrenadier-Regiment 14                                                  | 10 de fevereiro de 1945  | — | —      |
| Wilhelm Drüke                                      | Heer         | Oberstleutnant                              | Comandante do Grenadier-Regiment 294                                                                | 30 de dezembro de 1944   | — | —      |
| Ernst-Georg Drünkler                               | Luftwaffe    | Hauptmann                                   | Staffelkapitän do 1./Nachtjagdgeschwader 5                                                          | 20 de março de 1945      | — | —      |
| Alfred Druffner+                                   | Heer         | Oberstleutnant                              | Comandante do Grenadier-Regiment 519                                                                | 6 de abril de 1943       | 343. Folhas de Carvalho 30 de novembro de 1943                                                                  | —      |
| Alfred Druschel+                                   | Luftwaffe    | Oberleutnant                                | Staffelkapitän do 2.(S)/Lehrgeschwader 2                                                            | 21 de agosto de 1941     | 118. Folhas de Carvalho 3 de setembro de 1942 24. Espadas 19 de fevereiro de 1943                               | —      |
| Albert Dubicki                                     | Heer         | Unteroffizier                               | Vorgeschobener Beobachter (Observador de artilharia) do 1./Werfer-Regiment 14                       | 12 de agosto de 1944     | — | —      |
| Karl Dubigk                                        | Heer         | Hauptmann da reserva                        | Líder do Divisions-Füsilier-Bataillon 131                                                           | 18 de novembro de 1944   | — | —      |
| Gerhard Dudeck                                     | Luftwaffe    | Hauptmann                                   | Gruppenkommandeur do III./Transportgeschwader 2                                                     | 9 de junho de 1944       | — | —      |
| Rolf Düe                                           | Heer         | Hauptmann da reserva                        | Chief do 1./Panzer-Jäger-Abteilung 19                                                               | 23 de março de 1945      | — | —      |
| Ernst Düllberg                                     | Luftwaffe    | Major                                       | Gruppenkommandeur do III./Jagdgeschwader 27                                                         | 20 de julho de 1944      | — | —      |
| Friedrich Dünkel                                   | Luftwaffe    | Hauptmann                                   | Piloto no 2./Nahaufklärungs-Gruppe "Tannenberg"                                                     | 28 de abril de 1945      | — | —      |
| Edgar Dünker                                       | Heer         | Hauptmann                                   | Comandante do I./Infanterie-Regiment 336                                                            | 31 de dezembro de 1941*  | Morreu devido a ferimentos no dia 29 de dezembro de 1941                                                        | —      |
| Joachim Dünkler                                    | Heer         | Major                                       | Comandante do I./Panzergrenadier-Regiment 7                                                         | 18 de fevereiro de 1945  | — | —      |
| Lothar Dünser                                      | Luftwaffe    | Oberleutnant                                | Chief do 8./Flak-Regiment 38 (motorizado)                                                           | 26 de agosto de 1943*    | Morreu devido a ferimentos no dia 14 de agosto de 1943                                                          | —      |
| Herbert Düppenbecker                               | Heer         | Hauptmann                                   | Comandante do I./Panzergrenadier-Regiment 79                                                        | 4 de outubro de 1944     | — | —      |
| Wilhelm Dürbeck                                    | Luftwaffe    | Hauptmann                                   | Staffelkapitän do 8.(K)/Lehrgeschwader 1                                                            | 3 de dezembro de 1940    | — | —      |
| Emil Dürr                                          | Waffen-SS    | SS-Unterscharführer                         | Líder de armas do 4.(schweres)/SS-Panzergrenadier-Regiment 26 "Hitlerjugend"                        | 23 de agosto de 1944*    | Morto em combate 27 de junho de 1944                                                                            | —      |
| [Dr.] Alfred Dürrwanger                            | Heer         | Hauptmann                                   | Chief do 10.(schweres)/Jäger-Regiment 83                                                            | 10 de julho de 1942      | — | —      |
| Alwin Düskow                                       | Heer         | Hauptmann                                   | Comandante do II./Artillerie-Regiment 295                                                           | 21 de março de 1942      | — | —      |
| Peter Düttmann                                     | Luftwaffe    | Leutnant                                    | Piloto no 5./Jagdgeschwader 52                                                                      | 9 de junho de 1944       | — | —      |
| Walter Düvert                                      | Heer         | Generalmajor                                | Comandante da 13. Panzer-Division                                                                   | 30 de julho de 1941      | — | —      |
| Klaus Düwell                                       | Heer         | Oberleutnant                                | Chief do 12./Gebirgsjäger-Regiment 137                                                              | 19 de novembro de 1941   | — | —      |
| Günther Dumke                                      | Heer         | Hauptmann da reserva                        | Comandante do II./Grenadier-Regiment 283                                                            | 6 de março de 1944*      | Morto em combate 28 de janeiro de 1944                                                                          | —      |
| Andreas Dumßner                                    | Heer         | Unteroffizier                               | Líder de Grupo no 3./Grenadier-Regiment 423                                                         | 16 de janeiro de 1945    | — | —      |
| Christoph Duncker                                  | Heer         | Leutnant da reserva                         | Líder do 2./Pionier-Bataillon 158                                                                   | 21 de novembro de 1942   | — | —      |
| Konrad Dunkel                                      | Heer         | Major                                       | Comandante do Panzer-Jäger-Abteilung 1542                                                           | 28 de fevereiro de 1945* | Morreu devido a ferimentos no dia 20 de fevereiro de 1945                                                       | —      |
| Wilhelm Durchdenwald                               | Heer         | Oberleutnant                                | Líder do II./Infanterie-Regiment 544                                                                | 13 de novembro de 1942*  | Morto em combate 17 de agosto de 1942                                                                           | —      |
| Franz Dutter                                       | Heer         | Major                                       | Comandante do II./Grenadier-Regiment 2                                                              | 20 de março de 1944      | — | —      |
| Werner Duve                                        | Heer         | Major                                       | Líder do Grenadier-Regiment 183                                                                     | 2 de fevereiro de 1945   | — | —      |
| Adam Dyroff                                        | Heer         | Major                                       | Comandante do III./Panzergrenadier-Regiment 115                                                     | 11 de dezembro de 1944   | — | —      |